# Ушаково (Кічменгсько-Городецький район)
Ушако́во (рос. Ушаково) — присілок у складі Кічменгсько-Городецького району Вологодської області, Росія. Входить до складу Городецького сільського поселення.

## Населення
Населення — 182 особи (2010; 142 у 2002).
Національний склад (станом на 2002 рік):
- росіяни — 99 %